# Roland Monod
Roland Monod (12 de junio de 1929 - 7 de julio de 2015) fue un actor teatral, cinematográfico y televisivo de nacionalidad francesa.

## Biografía
Monod fue director del Théâtre Quotidien de Marsella desde 1956 a 1966. 
Falleció en París, Francia, en 2015. Se organizó una velada en su homenaje el 5 de octubre de 2015 en París, en el Théâtre du Nord-Ouest.

## Teatro

### Actor
- 1954 : La vida es sueño, de Pedro Calderón de la Barca, escenografía de Roland Monod
- 1956 : Fedra, de Jean Racine, escenografía de Roland Monod, Théâtre Grignan Marsella
- 1957 : Tistet la Rose, de Max-Philippe Delavouët, escenografía de Michel Fontayne, Théâtre Grignan Marsella
- 1957 : Fedra de Jean Racine, escenografía de Roland Monod, Teatro de los Campos Elíseos
- 1960 : La Religieuse, a partir de Denis Diderot, escenografía de Roland Monod, Théâtre Quotidien Marsella
- 1961 : L'Aboyeuse et l'Automate, de Gabriel Cousin, escenografía de Jacques Lecoq y Roland Monod, Théâtre Quotidien Marsella
- 1962 : Le Voyage du Grand Tchou, de Armand Gatti, escenografía de Roland Monod, Théâtre Quotidien Marsella
- 1963 : Le Vicaire, de Rolf Hochhuth, escenografía de François Darbon, Théâtre de l'Athénée
- 1964 : Le Dossier Oppenheimer, de Jean Vilar, escenografía de Jean Vilar, Théâtre de l'Athénée
- 1966 : Chant public devant deux chaises électriques, de Armand Gatti, escenografía del autor, Teatro Nacional Popular, Théâtre de Chaillot
- 1966 : Un homme seul, de Armand Gatti, escenografía de Armand Gatti, Teatro Nacional Popular
- 1967 : Monsieur Fugue, de Liliane Atlan, escenografía de Roland Monod, Comédie de Saint-Etienne y Théâtre de Chaillot
- 1968 : La Naissance, de Armand Gatti, escenografía de Roland Monod, Bienal de Venecia, Théâtre Romain Rolland de Villejuif, Théâtre du gymnase de Marsella, Teatro de Arlés
- 1972 : Los endemoniados, de Albert Camus a partir de Fiódor Dostoyevski, escenografía de Jean Mercure, Théâtre de la Ville
- 1974 : Le Mal de terre, de Liliane Atlan, escenografía de Roland Monod, Festival de Aviñón
- 1975 : Zoo ou l'Assassin philanthrope, de Vercors, escenografía de Jean Mercure, Théâtre de la Ville
- 1977 : Iphigénie hôtel, de Michel Vinaver, escenografía de Antoine Vitez, Théâtre des Quartiers d'Ivry
- 1977 : Le Naufrage, de Eric Westphal, escenografía de Roland Monod, Teatro del Odéon
- 1977 : Pericles, príncipe de Tiro, de William Shakespeare, escenografía de Roger Planchon, TNP Villeurbanne
- 1978 : Antonio y Cleopatra de William Shakespeare, escenografía de Roger Planchon, Teatro Nacional Popular, Théâtre Nanterre-Amandiers
- 1978 : Pericles, príncipe de Tiro, de William Shakespeare, escenografía de Roger Planchon, Théâtre Nanterre-Amandiers
- 1978 : Almira, de Pierre-Jean de San Bartholomé, escenografía del autor, Espace Pierre Cardin
- 1980 : Ils ont déjà occupé la villa voisine, de Stanislaw Ignacy Witkiewicz, escenografía de Andrzej Wajda, Théâtre des Amandiers, Teatro nacional de Niza, Teatro Nacional Popular
- 1980 : Le Conte d'hiver, de William Shakespeare, escenografía de Jorge Lavelli, Festival de Aviñón y Théâtre de la Ville
- 1984 : Don Juan, de Molière, escenografía de Roland Monod, École nationale supérieure des arts et techniques du théâtre de Lyon, Rencontres d'été de la Chartreuse Villeneuve-lès-Avignon
- 1988 : Les Apprentis Sorciers, de Lars Kleberg, escenografía de Antoine Vitez, Festival de Aviñón
- 1995 : Comme tu me veux, de Luigi Pirandello, escenografía de Claudia Stavisky, Teatro de Niza
- 1996 : Comme tu me veux, de Luigi Pirandello, escenografía de Claudia Stavisky, Teatro de Niza, La Coursive, Théâtre de Gennevilliers, Festival de Bellac
- 2000 : L'Ormaie, de Marcel Cuvelier, escenografía de Gérard Maro, Comédie de Paris
- 2006 : Le Cardinal d'Espagne, de Henry de Montherlant, escenografía de Laurence Hetier, Théâtre du Nord-Ouest
- 2011 : Ruy Blas, de Victor Hugo, escenografía de Christian Schiaretti, Teatro Nacional Popular
- 2012 : Ruy Blas, de Victor Hugo, escenografía de Christian Schiaretti, Les Gémeaux
- 2013 : Au monde, de Joël Pommerat, escenografía de Joël Pommerat, Teatro del Odéon y gira

### Director
- 1954 : La vida es sueño, de Pedro Calderón de la Barca
- 1956 : Fedra, de Jean Racine, Théâtre Grignan de Marsella
- 1958 : Partage de midi, de Paul Claudel, Festival de Cassis
- 1960 : Les Viaducs de la Seine-et-Oise, de Marguerite Duras, Théâtre de la Rue Montgrand de Marsella
- 1960 : La Religieuse, a partir de Denis Diderot, Théâtre Quotidien de Marsella
- 1960 : Los enredos de Scapin, de Molière, Théâtre Quotidien de Marsella
- 1961 : L'Aboyeuse et l'Automate, de Gabriel Cousin, escenografía con Jacques Lecoq, Théâtre Quotidien de Marsella
- 1962 : Le Voyage du Grand Chou, de Armand Gatti, Théâtre Quotidien de Marsella
- 1964 : El estado de sitio, de Albert Camus, Festival de Chalon-sur-Saône
- 1966 : Les Violettes, de Georges Schehadé, Festival de Chalon-sur-Saône
- 1967 : Monsieur Fugue, de Liliane Atlan, Comédie de Saint-Etienne y Teatro Nacional Popular
- 1968 : La Naissance, de Armand Gatti, Bienal de Venecia, Théâtre Romain Rolland de Villejuif, Théâtre du Gymnase de Marsella, Théâtre de Arlés
- 1969 : Fedra, de Jean Racine, Théâtre de la Cité internationale
- 1971 : Toi et les nuages, de Eric Westphal, Théâtre de l'Athénée
- 1971 : Le pauvre matelot, de Darius Milhaud, Ópera de París
- 1971 : Las criadas, de Jean Genet, Comédie de Saint-Etienne
- 1971 : Allo! c'est toi Pierrot ?, de Pierre Louki, Théâtre Hébertot
- 1972 : Conversation dans le Loir-et-Cher, de Paul Claudel
- 1972 : La Dispute, de Marivaux
- 1972 : Le Rôdeur, de Jean-Claude Brisville, Comédie-Française en el Teatro del Odéon
- 1974 : Sodome et Gomorrhe, de Jean Giraudoux, Tréteaux de France, Centre dramatique national
- 1974 : Le Mal de terre, de Liliane Atlan, Festival de Aviñón
- 1975 : La vida de Galileo, de Bertolt Brecht, Comédie de Saint-Étienne
- 1977 : De qui sont-ce les manches ?, de Jean-Jacques Varoujean, Teatro del Odéon
- 1977 : Le Naufrage, de Éric Westphal, Teatro del Odéon
- 1984 : Don Juan, de Molière, Théâtre 347, École nationale supérieure des arts et techniques du théâtre de Lyon, Rencontres d'été Chartreuse de Villeneuve-lès-Avignon
- 1985 : Les Fausses Confidences, de Marivaux, Rencontres d'été de la Chartreuse Villeneuve-les-Avignon, Festival de otoño Saint-Cloud
- 1986 : Les Baigneuses de Californie, de Jean-Jacques Varoujean, Teatro del Odéon

Director de escena
- 1972 : Le Rôdeur, de Jean-Claude Brisville, escenografía de Roland Monod, Teatro del Odéon
- 1975 : La vida de Galileo, de Bertolt Brecht, escenografía de Roland Monod
- 1977 : De qui sont-ce les manches ?, de Jean-Jacques Varoujean, escenografía de Roland Monod, Teatro del Odéon
- 1977 : Le Naufrage, de Éric Westphal, escenografía de Roland Monod, Teatro del Odéon

Lector
- 1994 : Répertoire imaginaire, Festival de Aviñón

## Filmografía

### Cine
- 1956 : Un condenado a muerte se ha escapado, de Robert Bresson
- 1966 : La guerre est finie, de Alain Resnais
- 1972 : Galaxie, de Maté Rabinovsky
- 1973 : Deux hommes dans la ville, de José Giovanni
- 1975 : Section spéciale, de Costa-Gavras
- 1981 : La Provinciale, de Claude Goretta
- 1981 : L'Amour nu, de Yannick Bellon
- 1982 : Pour 100 briques t'as plus rien..., de Édouard Molinaro
- 1985 : Un Jour ou l'autre, de Olivier Nolin
- 1985 : Le Soulier de satin, de Manoel de Oliveira
- 1992 : L'Ombre, de Claude Goretta

### Televisión
- 1970 : Le Tribunal de l'impossible: "Ys", de Michel Subiela
- 1973 : L'Etrange histoire d'une aboyeuse, de Aldo Altit
- 1974 : La main enchantée, de Michel Subiela
- 1974-1975 : Le Pain noir: "La Maison des Près" (1974) y Le père fraternité (1975), de Serge Moati
- 1975 : Jack, de Serge Hanin
- 1975 : L'Ingénu, de Jean-Pierre Marchand
- 1975 : Christophe Colomb, de Pierre Cavassilas
- 1975 : Mourir pour Copernic, de Bernard Sobel
- 1977 : Rossel et la commune de Paris, de Serge Moati
- 1977 : Au théâtre ce soir: Plainte contre inconnu, de Georges Neveux, escenografía de Raymond Gérôme, dirección de Pierre Sabbagh, Théâtre Marigny
- 1977 : Le Confessionnal des pénitents noirs, de Alain Boudet
- 1978 : Les Chemins de l’exil ou Les dernières années de Jean-Jacques Rousseau, de Claude Goretta
- 1980 : Louis XI, un seul roi pour la France, de Jean-Claude Lubtchansky
- 1980 : 1947 : La Première crise de la IVe république, de Jean-Claude Lubtchansky
- 1981 : Les Avocats du diable, de André Cayatte
- 1982 : Saint-Louis ou La royauté bienfaisante, de Jean-Claude Lubchansky
- 1982 : Le Serin du major, de Alain Boudet
- 1982 : Les Enquêtes du commissaire Maigret, de Louis Grospierre, episodio Maigret et le Clochard
- 1983 : Secret diplomatique: "L'homme de Vienne", de Denys de La Patellière
- 1983 : Diane Lanster, de Bernard Queysanne
- 1983 : Messieurs les jurés: "L'Affaire Crozet", de Alain Franck